# B3 Biennale des bewegten Bildes 2015
Die B3 Biennale des bewegten Bildes ist ein crossmediales Kunst- und Bewegtbildfestival in Frankfurt am Main und fand vom 07.-11. Oktober 2015 zum zweiten Mal statt. Die Biennale präsentierte an rund 20 Ausstellungsorten Kunstwerke und Filmscreenings von circa 200 Kunst- und Medienschaffenden unter dem Leitthema "Expanded.Senses. Kunst Körper Kommunikation." Bereits im zweiten Spieljahr konnte das Festival die Besucherzahlen nach Angaben des Veranstalters von 15.000 auf 28.000 fast verdoppeln. Die Veranstaltung war geprägt von Kooperationen mit der Gamescom und der Chinesischen Zentralakademie für Bildende Kunst Beijing (Central Academy of Fine Arts Beijing, CAFA). Mit der Gamescom wurde in den Bereichen PR, Marketing und dem Konferenzprogramm zusammengearbeitet. Vom 27. Mai bis 22. Juni 2015 fand in Beijing die Ausstellung "B3+Beijing. Moving in Time" mit circa 60 chinesischen Kunst- und Medienschaffenden statt, von denen zehn ausgewählte Künstler auf der B3 Biennale in Frankfurt präsentiert wurden. Weitere wichtige Programmpunkte waren die Ausstellung des Fotoprojekts  „No Man's Land“ vom Schauspieler und Fotografen Dean O’Gorman, der in den Hobbit-Filmen den Zwerg Fili verkörperte, sowie die Filmscreenings der Medienkunst-Pionierin Lynn Hershman Leeson. In diesem Jahr wurden die Filmscreenings im Full-Dome-Kino wiederaufgenommen und um ein VR-Kino ergänzt. Dabei konnte durch das VR-Kino das Format der Filmscreenings von der klassischen Filmleinwand über die kuppelförmige Full-Dome-Leinwand um immersive sphärische Filmvorführungen erweitert werden.

## B3 BEN Award
Der Preis für das Lebenswerk der B3 ging in diesem Jahr an Brian Eno. Die B3 BEN Awards wurden am 11. Oktober 2015 im Gibson Club verliehen.
| Kategorie                         | Preisträger     | Titel                                                      | Land           |
| --------------------------------- | --------------- | ---------------------------------------------------------- | -------------- |
| BEN Hauptpreis für das Lebenswerk | Brian Eno       | Brian Eno                                                  | Irland         |
| BEN Hauptpreis                    | Yves Netzhammer | Die Gegenwart sucht ihren Mund in der Spiegelung der Suppe | Schweiz        |
| BEN Hauptpreis                    | Frederico Solmi | Chinese Democracy Triology                                 | Italien        |
| BEN Hauptpreis                    | John Gerrard    | Exercise                                                   | Irland         |
| BEN Nachwuchspreis                | Kate Cooper     | Rigged                                                     | Großbritannien |

## Film-, VR- und Kunstprogramm

### Langfilm-Programm 2015
| Titel                                                | Regisseur                             | Land                             | Jahr |
| ---------------------------------------------------- | ------------------------------------- | -------------------------------- | ---- |
| Die Mauer – Der vertikale Horizont                   | Rotraut Pape                          | Deutschland                      | 2015 |
| Sam Klemke's Time Machine                            | Matthew Bate                          | Russland                         | 2015 |
| Teknolust                                            | Lynn Hershman Leeson                  | USA, Großbritannien, Deutschland | 2002 |
| Barra Fel Share' (Out on the Street)                 | Jasmina Metwaly, Philip Rizk          | Ägypten                          | 2015 |
| The Performer                                        | Łukasz Ronduda, Maciej Sobieszczanski | Polen                            | 2014 |
| Macbeth                                              | Justin Kurzel                         | USA, Großbritannien              | 2015 |
| First Person Plural: The Electronic Diaries          | Lynn Hershman Leeson                  | USA                              | 1995 |
| Der Hobbit – Eine unerwartete Reise. Der erste Teil. | Peter Jackson                         | Großbritannien, USA              | 2012 |
| My Name is Emily                                     | Simon Fitzmaurice                     | Irland                           | 2015 |
| GTFO: Get the F&#% Out                               | Shannon Sun-Higginson                 | USA                              | 2015 |
| !W.A.R Women Art Revolution!                         | Lynn Hershman Leeson                  | USA                              | 2010 |
| Live from New York!                                  | Bao Nguyen                            | USA                              | 2015 |
| Heart of a Dog                                       | Laurie Anderson                       | USA                              | 2015 |
| Life                                                 | Anton Corbijn                         | USA                              | 2015 |

### Kurzfilm-Programm 2015
| Titel                                                           | Regisseur              | Land               | Jahr |
| --------------------------------------------------------------- | ---------------------- | ------------------ | ---- |
| Waves of Grace                                                  | Gabo Arora, Chris Milk | Liberien           | 2015 |
| Flight from the City                                            | Claire Langan          | Island             | 2015 |
| "Z Kiew redt me Mundaart" – Albert Bächtold's fantastic Journey | Christina Ruloff       | Schweiz            | 2015 |
| Kung Fury                                                       | David Sandberg         | Schweden           | 2015 |
| Untitled (Human Mask)                                           | Pierre Huyghe          | Frankreich         | 2014 |
| Calamity Qui? (Calamity Who?)                                   | Isabelle Prim          | Kanada, Frankreich | 2014 |
| Have you ever killed a Bear? Or Becoming Jamila                 | Marwa Arsanios         | Libanon            | 2014 |
| Half Step                                                       | Joe Namy               | Libanon            | 2013 |
| Our Journey to Africa                                           | Peter Kubelka          | Österreich         | 1966 |
| Adebar                                                          | Peter Kubelka          | Österreich         | 1975 |
| Schwechater                                                     | Peter Kubelka          | Österreich         | 1958 |
| Arnulf Rainer                                                   | Peter Kubelka          | Österreich         | 1960 |

### Künstlerische Kurzfilme der Kunsthochschule für Medien Köln 2015
| Titel                               | Regisseur                        | Jahr |
| ----------------------------------- | -------------------------------- | ---- |
| Anophtalmus                         | Katharina Pethke                 | 2005 |
| Rest in Me                          | Henning Frederik Malz            | 2014 |
| Crying about the Passing of Time    | Sonja Engelhardt                 | 2005 |
| Schneesturm                         | Julia Weissenberg                | 2012 |
| Black Hole                          | Johanna Reich                    | 2009 |
| grundlos                            | Daniel Burkhardt                 | 2005 |
| Stick it                            | Stefan Ramírez Pérez             | 2014 |
| During the Day my Vision is Perfect | Benjamin Ramírez Pérez           | 2013 |
| Dial M for Mother                   | Ali Cortiñas                     | 2008 |
| Desert Miracles                     | Miriam Gossing, Lina Sieckmann   | 2015 |
| Haltestelle Hansaring               | Tama Tobias Macht                | 2014 |
| Labor Day in Metropolitan Detroit   | Kate Dervishi                    | 2014 |
| Gregor Alexis                       | Jana Debus                       | 2009 |
| Preparación                         | Maribel Chavez                   | 2001 |
| 2004                                | Sonja Engelhardt                 | 2004 |
| Korona                              | Lena Ditte Nissen                | 2013 |
| Zwischenzeit                        | Mischa Leinkauf, Matthias Wermke | 2008 |

### FullDome- und VR-Programm
| Titel                                     | Regisseur                                                                     | Jahr | Medium                                |
| ----------------------------------------- | ----------------------------------------------------------------------------- | ---- | ------------------------------------- |
| Aufräumarbeiten (Cleaning Up)             | David Sarno                                                                   | 2007 | FullDome-VRideo (360°x180°)           |
| Der letzte Arbeitstag (Last Day of Work)  | Anna Pietocha                                                                 | 2007 | FullDome-VRideo (360°x180°)           |
| Chaos, Kosmos, Mu                         | Matthias Winckelmann                                                          | 2009 | FullDome-VRideo (360°x180°)           |
| Raumschwindel (Space Jam)                 | Robert Sawallisch                                                             | 2009 | FullDome-VRideo (360°x180°)           |
| Super Golden Years                        | Hannes Wagner, Thomas Fritzsche, Florian Meyer, André Wünscher, Samuel Klemke | 2010 | FullDome-VRideo (360°x180°)           |
| Above                                     | Florian Mayer                                                                 | 2010 | FullDome-VRideo (360°x180°)           |
| Petty Tyrant                              | Alexander Schumann                                                            | 2010 | FullDome-VRideo (360°x180°)           |
| Schwimmende Einhörner (Swimming Unicorns) | Stephanie Kayß                                                                | 2011 | FullDome-VRideo (360°x180°)           |
| How To Disappear                          | Merlin Flügel                                                                 | 2011 | FullDome-VRideo (360°x180°)           |
| One Life Stand                            | Thomas Bannier                                                                | 2012 | FullDome-VRideo (360°x180°)           |
| Parasites                                 | Thomas Kneffel                                                                | 2012 | FullDome-VRideo (360°x180°)           |
| Plaster                                   | Marc Rühl                                                                     | 2012 | FullDome-VRideo (360°x180°)           |
| Four Zero Seven                           | Sabrina Winter                                                                | 2012 | FullDome-VRideo (360°x180°)           |
| The Face I Wear                           | Carbone                                                                       | 2013 | FullDome-VRideo (360°x180°)           |
| On Fear and Freedom                       | Moritz Degen, Daniel Weik                                                     | 2013 | FullDome-VRideo (360°x180°)           |
| Harvest Season                            | Doreen Keck, Sebastian Steer                                                  | 2014 | FullDome-VRideo (360°x180°)           |
| Activate Unlock                           | Nicolas Gebbe                                                                 | 2014 | FullDome-VRideo (360°x180°)           |
| The Magic Drum                            | Robert Becker                                                                 | 2014 | FullDome-VRideo (360°x180°)           |
| Vortex                                    | Aaron Bradbury                                                                | 2012 | "Spherical Spaces"-VRideo (360°x360°) |
| Immersive Space Loop                      | NSC Creative, UK                                                              | 2015 | "Spherical Spaces"-VRideo (360°x360°) |
| Scaralat                                  | Nicolas Gebbe                                                                 | 2015 | "Spherical Spaces"-VRideo (360°x360°) |
| Wa are Stars - Intro                      | Max Crow, NSC Creative, UK                                                    | 2015 | "Spherical Spaces"-VRideo (360°x360°) |
| Loop                                      | Maarten Isaäk de Heer, Valk Productions                                       | 2015 | "Spherical Spaces"-VRideo (360°x360°) |
| Colossus                                  | Joseph Chen, INT                                                              | 2014 | "Spherical Spaces"-VRideo (360°x360°) |
| Butts                                     | Tyler Hurd                                                                    | 2014 | "Spherical Spaces"-VRideo (360°x360°) |
| Big Old Gottlieb                          | Daniël Ernst, The Shoebox                                                     | 2014 | "Spherical Spaces"-VRideo (360°x360°) |
| Surge                                     | Arja van Meerten                                                              | 2014 | "Spherical Spaces"-VRideo (360°x360°) |
| Handmade                                  | Christian Öhl, Philipp Boss                                                   | 2014 | FullDome-VRideo mit 3D-Sound          |
| 50 Prozent Illusion                       | Thorsten Greiner                                                              | 2007 | FullDome-VRideo mit 3D-Sound          |
| Beat                                      | Tim Seger, Philipp Boss                                                       | 2014 | FullDome-VRideo mit 3D-Sound          |
| It's You                                  | Sabrina Winter                                                                | 2012 | FullDome-VRideo mit 3D-Sound          |
| Blaue Lagune (Blue Lagoon)                | Marco Russo, Maciej Medrala                                                   | 2015 | FullDome-VRideo mit 3D-Sound          |
| Unruhe, Bitte (Uproar, Please)            | Helene Gicquel, Aleksandar Vejnovic, Janika Nyncke                            | 2015 | FullDome-VRideo mit 3D-Sound          |
| Jalousien (Blinds)                        | Aljoscha Seuss                                                                | 2015 | FullDome-VRideo mit 3D-Sound          |

### Medienkunst-Programm der "B3+Beijing Moving in Time"-Ausstellung Deutschland
| Titel                                         | Künstler              | Jahr      | Medium                                  |
| --------------------------------------------- | --------------------- | --------- | --------------------------------------- |
| Book From the Ground: Her China Story         | Xu Bing               | 2015      | Installation                            |
| Character of Characters                       | Xu Bing               | 2014      | Single Channel Video                    |
| Restart                                       | Miao Xiaochun         | 2010-2012 | Single Channel Video                    |
| Gesture Cloud _ Gesture Wall                  | Fei Jun, Judith Doyle | 2015      | Interactive Installation, Digital Print |
| Heaven's Will                                 | Li Pengfei            | 2015      | Single Channel Video                    |
| Incompleted Slave - Michelangelo's Love Poems | Geng Xue              | 2015      | Video Installation                      |
| Barking                                       | Geng Yi               | 2015      | Single Channel Video                    |
| The Country of Summer Insects                 | Tang Bohua            | 2015      | Single Channel Video                    |
| Song of Joy                                   | Tian Xiaolei          | 2015      | Single Channel Animation                |
| Rise of the 20th Century                      | Liu Xinyi             | 2015      | Single Channel Video                    |
| Mysterious Earth and Young People             | Wang Weisi            | 2015      | Single Channel Animation                |
| 2015 Light of Future                          | Jin Jun               | 2015      | 3 Channel Video Installation            |
| Chasing                                       | Wu Chao               | 2015      | Single Channel Animation                |
| Phubber                                       | Xie Chenglin          | 2015      | Single Channel Animation                |